# توماس بيرك (سياسي)
توماس بيرك (بالإنجليزية: Thomas Burke)‏ هو طبيب وسياسي أمريكي، ولد في 1747 في غالواي في جمهورية أيرلندا، وتوفي في 2 ديسمبر 1783 في مقاطعة أورانج في الولايات المتحدة. انتخب عضو مجلس نواب كارولينا الشمالية وانتخب حاكم كارولينا الشمالية ‏ (26 يونيو 1781 – 22 أبريل 1782).

## روابط خارجية
- توماس بيرك على موقع الموسوعة البريطانية (الإنجليزية)